# أراغو سيلفا
أراغو سيلفا ، لاعب كرة قدم برازيلي.
يلعب مع نادي كاظمة في موسم 2008/2009 ، وفي يوم 5 نوفمبر 2008 سجل أول هاتريك في الدوري الكويتي 2008/2009 على نادي الشباب الكويتي.